# 755
Năm 755 là một năm trong lịch Julius.